# Malabuhrong
Malabuhrong, auch Malaburong oder Malaboorong, war eine Masseneinheit auf Borneo. Das Maß gehörte zu den Gold- und Silbergewichten.
- 1 Malebuhrong ≈ 0,1381 Gramm

Die Maßkette war
- 1 Tahl/Tale/Tail/Tael/Teca = 16 Mehs/Maces = 96 Tihas/Teeas = 288 Malabuhrong/Malaboorong ≈ 39,7675 Gramm